# Speocera irritans
Speocera irritans är en spindelart som beskrevs av Brignoli 1978. Speocera irritans ingår i släktet Speocera och familjen Ochyroceratidae. Inga underarter finns listade i Catalogue of Life.